# Fédération des associations générales étudiantes
« FAGE » redirige ici. Pour l’article homophone, voir Phage.
 (juin 2017).
La Fédération des associations générales étudiantes (FAGE) est une association de droit local alsacien-mosellan d'étudiants en France. Elle est présente dans 35 villes ou territoires universitaires. Elle est la première organisation étudiante au CNESER (6 élus sur 11) et la seconde organisation étudiante aux CROUS et au CNOUS derrière l'Union étudiante.
La FAGE se présente comme non partisane et indépendante des partis politiques, des syndicats de travailleurs et des mutuelles étudiantes.

## Histoire

### Création
L'assemblée générale constitutive de la FAGE s'est tenue le 20 novembre 1989 à la Faculté de pharmacie de Paris avec des fédérations associatives locales (membres actifs) et des fédérations mono-disciplinaires (membres consultatifs). Elle a été créée afin de pouvoir regrouper à l'échelle nationale différentes fédérations locales d'associations étudiantes. La FAGE a été créée en réponse à la loi Jospin, dans laquelle les organisations étudiantes doivent être présentes dans les instances nationales (CNESER et CNOUS) pour être reconnues comme organisations représentatives.
La FAGE est à l'origine une scission de l'UNEF, et son nom fait référence aux AGE de l'organisation pendant les années 1950,.
En 1991, la FAGE devient provisoirement la FAGEM avec pour objectif de donner plus de poids aux fédérations mono-disciplinaires (qui n'avaient jusque-là qu'une voix consultative). Cette initiative n'aboutissant pas, elle reprend le nom de FAGE en décembre 1993.
Plus tard, au début des années 2000, les fédérations mono-disciplinaires seront définitivement intégrées avec le même poids que les fédérations locales.

### 1995 - 2015: fédéralisation et politisation
A l'origine, la FAGE n'était qu'un sigle connu des grands électeurs du Cnous et du CNESER derrière lequel se rangeaient les associations étudiantes pour percevoir les subventions prévues par la loi Jospin. Néanmoins, l'organisation évolue rapidement en fédération disposant de ses permanents et ses locaux.
Cette transformation en fédération est marquée par des tensions entre fédérations pluridisciplinaires et fédérations monodisciplinaires, ces dernières souhaitant conserver leurs prérogatives. Ce clivage donne lieu rapidement à une scission et à la création de Promotion et défense des étudiants (PDE) par Lyon et les fédérations monodisciplinaires en 1994.
En 1994, aux côtés de l'UNI et de l'UNEF, la FAGE crée l'Association pour faciliter l'insertion professionnelle des jeunes diplômés, qui disparaîtra en 2013 à la suite d'un « rapport catastrophiste » de l'IGF sur sa gestion financière.
Le 6 février 1995, elle publie une analyse critique du rapport Laurent du 20 janvier 1995.
La FAGE est reconnue association d'éducation populaire depuis 1997 par le ministère de la Jeunesse et des Sports.
En 2000, Guillaume Faguet, ancien président de la FAGE est mis en examen dans l'affaire de la MNEF pour avoir été impliqué dans la réalisation d'une étude ayant coûté plusieurs centaines de milliers de francs à la mutuelle. Accusé d'avoir perçu 712 000 francs de salaires injustifiés, il est finalement condamné à 4 mois de prison avec sursis et 10 000 euros d'amende pour recel d'abus de confiance.
Au tournant des années 2000, selon l'historien Robi Morder, le syndicat sort progressivement de son apolitisme et revendique la charte de Grenoble de l'UNEF comme faisant partie de son patrimoine. Le principal marqueur de ce changement est sa mobilisation contre Jean-Marie Le Pen, alors qualifié au second tour de l'élection présidentielle de 2002. La FAGE participe ainsi à la manifestation syndicale du 27 avril 2002 aux côtés des autres organisations étudiantes et lance l'opération « Lettres sans haine à un électeur du FN »,. Libération qualifie alors cette prise de position de « virage à 180 degrés pour cette fédération [...] qui affichait depuis dix ans un apolitisme farouche, même si elle avait adhéré en 1996 au Comité de vigilance contre l'extrême droite ».
En décembre 2002, l'organisation participe à une liste commune avec les Étudiants musulmans de France aux élections du Cnous, ce qui lui vaut des critiques des autres organisations étudiantes y compris l'UNEF, qui s'inquiète d'un risque « de mise à mal de la laïcité et de dérive communautariste ». Deux ans plus tard, la FAGE prend ses distances avec l'EMF.
En 2011, la FAGE rédige un rapport commun avec l'UNEF sur la santé des étudiants[source insuffisante].
Le 19 octobre 2011, la FAGE et GAELIS ouvrent la première AGORAé (épicerie solidaire étudiante) à Lyon,, suivie quelques mois plus tard, par une seconde ouverture à Nice avec la FACE06.

### 2015 -: Évolution récente
Très implantée dans les filières de la santé et du sport, la FAGE réalise sa première percée au sein des facultés de sciences humaines et de lettres en 2015 et obtient pour la première fois le même nombre de sièges que l'UNEF au Cneser.
En 2016, l'organisation soutient la deuxième version de la loi Travail et n'appelle pas au retrait du texte, considérant que « la philosophie du projet de loi était satisfaisante ». Robi Morder, historien spécialiste du syndicalisme étudiant, remarque que cette prise de position reflète le clivage présent dans le syndicalisme professionnel avec d'un côté la FAGE, proche des positions de la CFDT, et l'UNEF, plutôt alignée sur la CGT et FO.
Lors des élections du Cnous de janvier 2017, la FAGE dépasse l'UNEF et devient la première organisation étudiante représentative de France.
Lors de l'élection présidentielle de 2017, l'organisation appelle au barrage républicain contre le Front national et organise un concert de mobilisation en ce sens durant l'entre-deux-tours.
En 2018, la FAGE soutient la réforme des modalités d'inscription à l'université qui crée Parcoursup.
La même année, l'organisation met en place un « programme de prévention du racisme et de l'antisémitisme à destination des établissements scolaires » aux côtés de SOS Racisme et de l'UEJF.
En 2021, Lyes Belhadj, président de l'UNEF Aix-Marseille, dépose plainte contre trois membres d'une organisation rattachée à la FAGE qu'il accuse de l'avoir « bousculé, saisi par le cou et bloqué au niveau des membres supérieurs ». Cette agression ayant eu lieu lors des élections étudiants, l'UNEF Aix-Marseille publie alors un communiqué dénonçant une volonté « de museler et de faire taire par la terreur les étudiant∙e∙s ».

## Organisation

L'organisation de la FAGE

Son siège social est originellement fixé à Strasbourg en raison du poids de son association locale, l'Association fédérative générale des étudiants de Strasbourg (Afges) et du droit local alsacien-mosellan qui est favorable à son activité économique. En 1992, elle place son siège administratif à Reims, puis au printemps 1995 à Paris.
Le congrès national a lieu tous les ans en fin d'année. Il élit le bureau national dont le mandat est d'un an. Il permet de fixer les grandes orientations du projet de la FAGE pour l'année à venir.
Le Congrès national, les « Assoliades » (« universités d'été »), le séminaire national des « élus étudiants » (SNEE), le Séminaire National des Arts et de la Culture Étudiante (SNACE) et le Séminaire National des associations étudiantes dans l'Économie Sociale et Solidaire (SNESS) sont des moments d'échanges et de formation des militants de la FAGE ainsi qu'à celles et ceux souhaitant y prendre part.
Le président est élu tous les ans et peut se représenter une seule fois à sa propre succession.
Le rapport au pouvoir politique est particulier : l'organisation en plus des financements qu'elle reçoit en tant qu'organisation représentative reçoit des financements dans le cadre d'une convention pluriannuelle d’objectifs signée avec le ministère de l'enseignement supérieur et de la recherche. Cette dernière vise à financer les projets d'intérêts généraux que développe l'association, l'aide totale de l'État pour 2012 s'élève à 150 520 euros.

### Direction
| Identité                  | Période           | Période           | Durée                     |
| Identité                  | Début             | Fin               | Durée                     |
| ------------------------- | ----------------- | ----------------- | ------------------------- |
| Jean-François Martins (d) | 6 novembre 2004   | 28 octobre 2006   | 1 an, 11 mois et 22 jours |
| Thiébaut Weber (d)        | 28 octobre 2006   | 24 octobre 2008   | 1 an, 11 mois et 26 jours |
| Claire Guichet (d)        | 24 octobre 2008   | 2 octobre 2010    | 1 an, 11 mois et 8 jours  |
| Philippe Loup (d)         | 2 octobre 2010    | 29 septembre 2012 | 1 an, 11 mois et 27 jours |
| Julien Blanchet (d)       | 29 septembre 2012 | 27 septembre 2014 | 1 an, 11 mois et 29 jours |
| Alexandre Leroy (d)       | 27 septembre 2014 | 29 septembre 2018 | 4 ans et 2 jours          |
| Jimmy Losfeld (d)         | 24 septembre 2016 | 29 septembre 2018 | 2 ans et 5 jours          |
| Orlane François (d)       | 29 septembre 2018 | 26 septembre 2020 | 1 an, 11 mois et 28 jours |
| Paul Mayaux (d)           | 25 septembre 2020 | 23 septembre 2022 | 1 an, 11 mois et 29 jours |
| Étienne Matignon (d)      | 23 septembre 2022 | 23 septembre 2023 | 1 an                      |
| Maëlle Nizan (d)          | 23 septembre 2023 |                   |                           |

### Le réseau de la FAGE
La FAGE représente en 2019[Quand ?] plus de 2 000 associations d'étudiants regroupées au sein de 24 fédérations de filières, et de 35 fédérations territoriales (fédérations regroupant des associations étudiantes d'une même ville ou d'une même région)[source insuffisante].
Des associations locales (de filière par exemple) peuvent aussi adhérer lorsqu'elles n'ont pas de fédération dans leur ville ou dans leur filière.

## Positionnement

### La FAGE et les mutuelles étudiantes
Depuis janvier 2014, la FAGE est favorable à la fin du régime délégué de sécurité sociale et donc la gestion directe de la sécurité sociale des étudiants par le régime général.
La question du régime délégué et des mutuelles étudiantes est loin d'être anodine pour la FAGE, à l'origine même de cette organisation, des conflits avaient eu lieu : certaines mutuelles régionales voyaient avec la création de la FAGE le moyen de contrebalancer l'alliance MNEF-UNEF. Certaines associations étudiantes favorables au lien avec les mutuelles régionales se sont alors tournées vers PDE lors de sa création, ce qui explique aujourd'hui l'implication des dirigeants de cette dernière au sein des conseils d'administration de ces mutuelles.
Ce choix de demander très clairement la fin du régime délégué pourrait être un moyen de s'affirmer face à l'UNEF (qui elle est favorable au maintien du régime délégué et à son renforcement). La FAGE bénéficie d'une implantation locale non négligeable mais a besoin d’acquérir une stature nationale et cela passe par l'affirmation de revendications précises.

## Liens avec d'autres organisations

### Avec les partis politiques
Comme d'autres organisations syndicales étudiantes, la FAGE et les associations étudiantes représentatives ont longtemps été le terrain d’apprentissage de nombreuses personnalités politique. Après l'élection d'Emmanuel Macron, plusieurs cadres de l'association rejoignent les rangs de La République en marche, dont notamment le chef de cabinet de Frédérique Vidal, Ministre de l'enseignement supérieur, de la recherche et de l'innovation. Après plusieurs lois décriées par les étudiants et le monde universitaire en général (loi ORE, Bienvenue en France, LPR), ils se tournent plutôt vers le Parti socialiste. L'ancienne présidente de la FAGE, Orlane François, rejoint la campagne d'Anne Hidalgo pour l'élection présidentielle de 2022.
Plus largement, Le Monde note que les militants de la FAGE prennent souvent leur carte dans un parti se situant dans un « large spectre qui va de La France insoumise à La République en marche ».

### Présence dans différentes instances nationales et internationales
La FAGE est présente (comme certaines autres organisations étudiantes nationalement représentatives) dans plusieurs instances nationales et internationales afin d'assurer la représentation des étudiants et des jeunes, notamment :
- le Conseil national de l'enseignement supérieur et de la recherche (Cneser)
- le Centre national des œuvres universitaires et scolaires (Cnous)
- le Conseil supérieur de l'éducation (CSE)
- le Conseil d'orientation des politiques jeunesse (COJ) qui remplace le CNEPJ, CNML et le CNJ[52]
- l'Observatoire national de la vie étudiante (OVE)
- l'Office national d'information sur les enseignements et les professions (Onisep)
- l'Union des étudiants d'Europe (ESU, anciennement ESIB)
- le Comité pour les relations nationales et internationales des associations de jeunesse et d'éducation populaire (CNAJEP)
- le Mediterranean Network of Student Representatives dont la FAGE est membre fondateur
- le conseil d'administration de l'Union nationale des centres sportifs de plein air[53]

## Représentativité
En juin 1994, la liste de la FAGE « Associations étudiantes » arrive pour la première fois en tête aux élections du CNESER avec 3 élus.
Aux élections du CNESER de 2006, la FAGE arrive deuxième (trois élus), en en prenant un à PDE, derrière l'UNEF qui conserve ses cinq élus. PDE, l'UNI et la Confédération étudiante obtiennent un élu chacun.
Au CNOUS en 2006, la FAGE obtient quatre élus sur huit, devant l'UNEF (deux élus), qui a appelé au boycott des élections, PDE et UNI (un élu chacun). L'UNEF conteste les résultats CROUS et CNOUS 2006, dénonçant les conditions du scrutin CROUS 2006 qui se sont tenus pendant le mouvement contre le CPE. Les élections au CNOUS seront maintenues en juin 2007 par décisions du tribunal d'instance de Paris, malgré l'annulation du vote pour l'élection de plusieurs CROUS.
Au CNOUS en 2008, la FAGE obtient deux sièges. Cependant, un mois après son élection, un des deux élus décide de quitter la FAGE pour rejoindre PDE.
En 2010, la FAGE obtient 3 élus au CNOUS et 2 au CNESER.
En 2012, la FAGE est la seule organisation à progresser en nombre de représentants au CNESER. Elle obtient 3 élus et 3 suppléants.
En 2013, après l'annulation des élections de 2012 elle réalise son meilleur score aux élections CNESER avec 4 élus.
À l'issue de l'année universitaire 2013-2014 les listes soutenues par la FAGE aux conseils centraux des universités obtiennent 51,2 % des suffrages exprimés près de 22 points devant la seconde organisation. La FAGE est ainsi la force étudiante majoritaire dans 55 % des universités. Il faut néanmoins nuancer avec le fait que seuls entre 10% et 20% des étudiants votent lors des élections dans leur université.

### Résultats aux élections du CNESER
| Année | Voix | %     | Sièges | Variation | Rang | Commentaire |
| ----- | ---- | ----- | ------ | --------- | ---- | --- |
| 1989  | -    | 18,89 | 2 / 11 |           | 2e   | |
| 1991  | -    | 20,81 | 2 / 11 |           | 2e   | |
| 1994  | 374  | 29,17 | 3 / 11 |           | 1er  | Liste appelé "Association étudiante". Cette dernière regroupe la FAGE ainsi qu'un certain nombre d'associations de filières monodisciplinaire (AFNEUS, UNECD, FFAEH, FNEG...). |
| 1996  | 430  | 27,34 | 3 / 11 |           | 2e   | Liste appelé "Association étudiante". Cette dernière regroupe la FAGE ainsi qu'un certain nombre d'associations de filières monodisciplinaire (AFNEUS, UNECD, FFAEH, FNEG...). |
| 1998  | 408  | 25,45 | 3 / 11 |           | 2e   | |
| 2000  | 431  | 27,93 | 3 / 11 |           | 2e   | La FAGE se présente sous la casquette de la CNELIA (Confédération Nationale des Élus Indépendants et Associatifs).                                                             |
| 2002  | 429  | 25,41 | 3 / 11 |           | 2e   | La FAGE se présente sous la casquette de la CNELIA (Confédération Nationale des Élus Indépendants et Associatifs).                                                             |
| 2004  | 351  | 18,61 | 2 / 11 |           | 2e   | |
| 2006  | 429  | 22,3  | 3 / 11 |           | 2e   | |
| 2008  | 394  | 19,5  | 2 / 11 |           | 2e   | |
| 2010  | 404  | 19,65 | 2 / 11 |           | 2e   | |
| 2012  | 377  | 23,14 | 3 / 11 |           | 2e   | |
| 2013  | 527  | 33,52 | 4 / 11 |           | 2e   | |
| 2015  | 562  | 38,92 | 5 / 11 |           | 2e   | |
| 2017  | 554  | 38,5  | 5 / 11 |           | 1er  | |
| 2019  | 636  | 47    | 6 / 11 | 1         | 1er  | |
| 2021  | 626  | 46,1  | 5 / 11 | 1         | 1er  | |
| 2023  |      | 47    | 6 / 11 | 1         | 1er  | |

### Au sein des œuvres universitaires[60]

#### CROUS
| Année | Sièges   | Rang | Voix  | %    | Commentaire                                                               |
| ----- | -------- | ---- | ----- | ---- | ------------------------------------------------------------------------- |
| 2022  | 68 / 182 | 1er  |       |      |                                                                           |
| 2024  | 56 / 182 | 1er  | 53426 | 27,3 | La liste atteint la première place en nombre de voix. Mais perds 12 élus. |

CNOUS
| Année | Voix | %     | Sièges | Variation     | Rang |
| ----- | ---- | ----- | ------ | ------------- | ---- |
| 2008  | 38   | 22,09 | 2 / 8  | 2             | 2e   |
| 2010  | 65   | 37,14 | 3 / 8  | 1             | 2e   |
| 2013  | 65   | 35,33 | 3 / 8  | en stagnation | 2e   |
| 2015  | 78   | 42,39 | 4 / 8  | 1             | 2e   |
| 2017  | 91   | 48,66 | 5 / 8  | 1             | 1er  |
| 2019  | 85   | 51,23 | 5 / 8  | en stagnation | 1er  |
| 2022  | 71   | 40,34 | 3 / 8  | 2             | 1er  |

## Publications
- Philippe Loup (dir.), Enguerran Aubert (rédacteur en chef) et al., Guide du responsable associatif et du bénévole étudiant, FAGE, décembre 2011, 2e éd.
- Julien Blanchet (dir.), Bastien Cousaert (directeur de rédaction) et al., Guide de l'élu, FAGE, septembre 2014, 4e éd.